# 翠嶺路

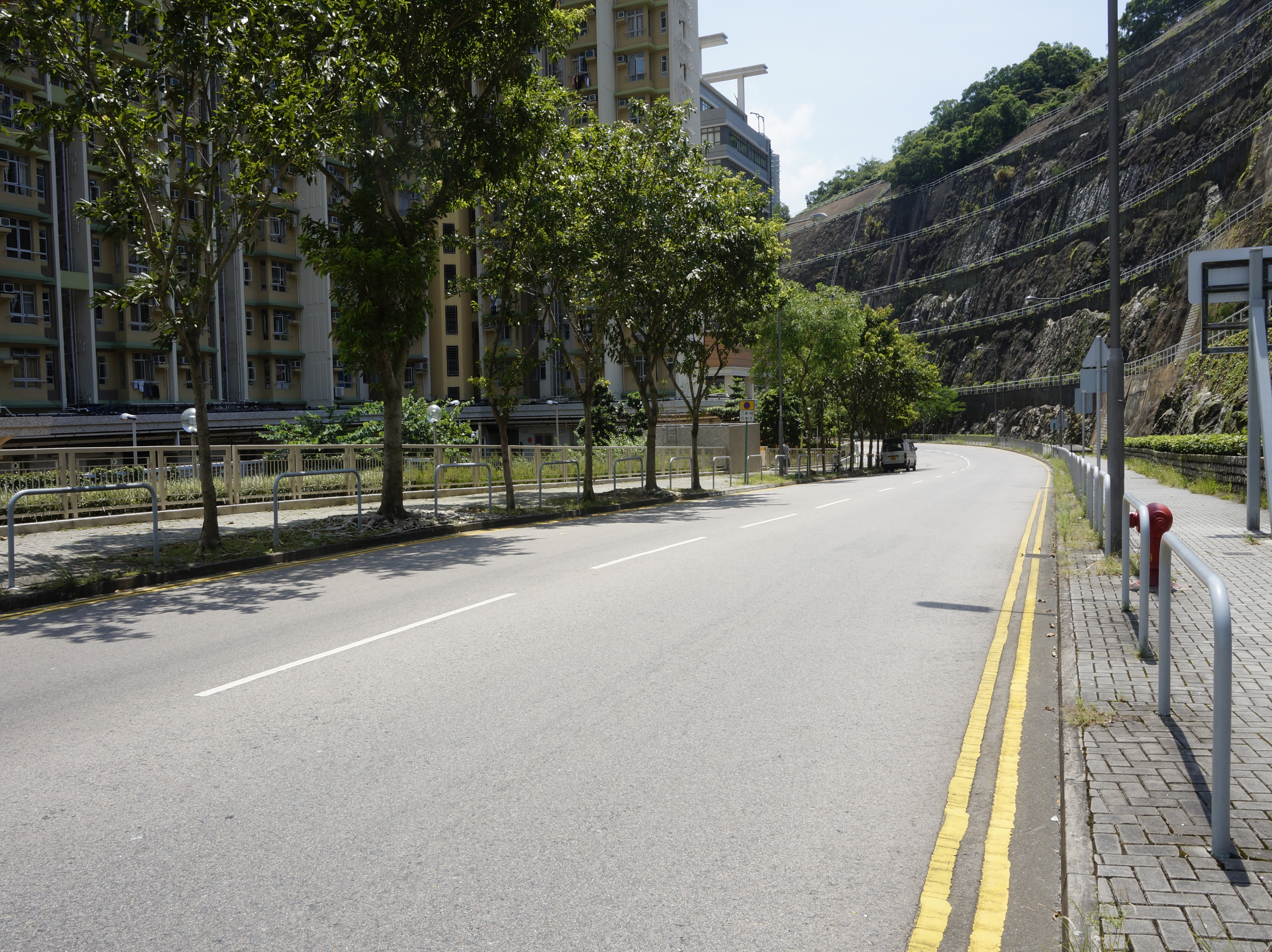
翠嶺路近善明邨段（2013年8月）

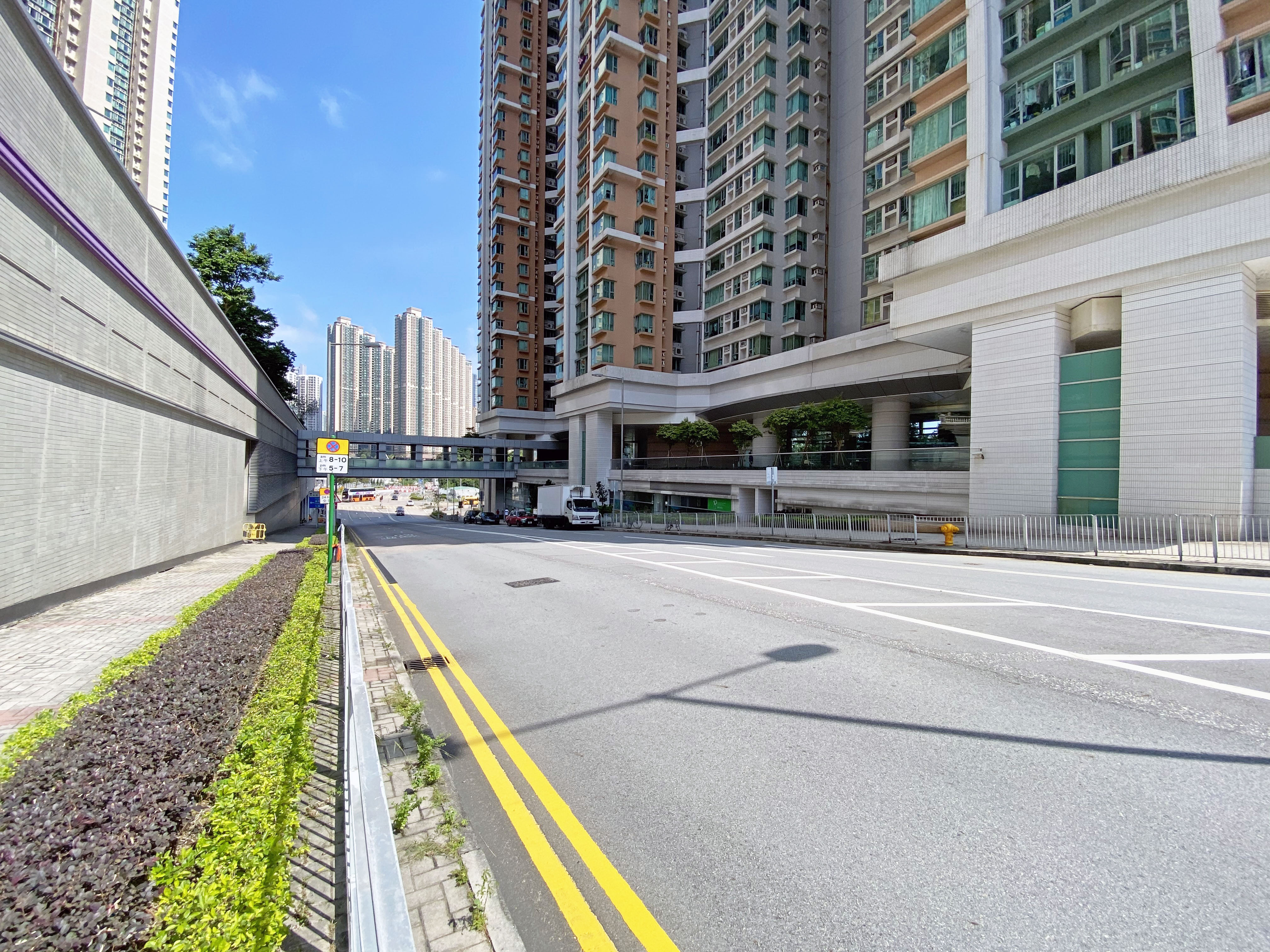
翠嶺路近維景灣畔段（2020年10月）

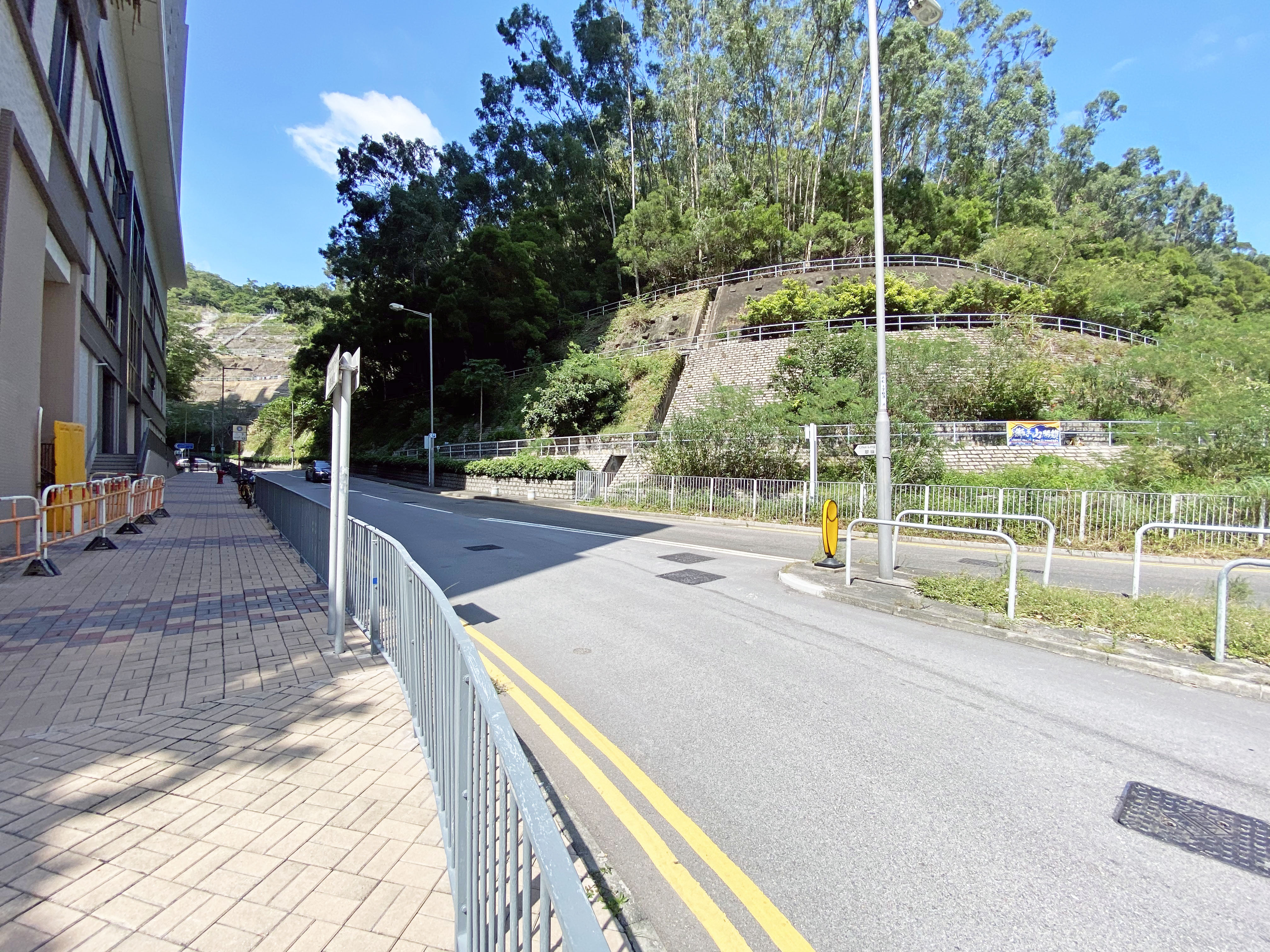
翠嶺路近翠嶺峰段（2020年10月）

翠嶺路（英語：Chui Ling Road）是香港的一條道路，位於新界西貢區調景嶺一帶，此道路西面連接寶邑路，而東面則連接景嶺路。此道路亦連接勤學里、嶺光街、彩明街、澳景路、翠嶺里及翠善街交界，此道路旁主要建築有健明邨、善明邨、維景灣畔、翠嶺峰及多間不同類別的學校。

## 事件
2008年7月21日，一輛城巴沿調景嶺翠嶺路駛過寶順路路口時，被一輛從寶順路駛出的新巴猛撞，結果釀成兩死十七傷的慘劇。專家均認為是翠嶺路、寶順路與寶邑路三岔口的路面設計不善，導致司機超速及沒有在交匯處停車，以致橫生事故。事後自由黨曾促請政府立即檢視有關設計，並作出改善建議。不過當局未有全盤採納，同一段路再次發生意外，幾乎是2007年嚴重意外事故的翻版。
將軍澳單車徑一直被區內居民批評斷截禾蟲，貫通港鐵調景嶺站及將軍澳站的翠嶺路單車徑已於2009年底投入服務，但開放大約半年後又再局部封閉。有區議員批評，當局規劃工程草率，浪費政府公帑。

## 沿途建築物
- 香港知專設計學院
- 香港專業教育學院李惠利分校
- 維景灣畔
- 城中駅與都會駅
- 善明邨
- 健明邨
- 萬鈞匯知中學
- 真道書院中學與小學部
- 明愛白英奇專業學校、聖方濟各大學
- 香海正覺蓮社佛教正覺中學
- 翠嶺路變電站空中樹林
- 翠嶺峰

## 圖集
- 香港知專設計學院
- 香港專業教育學院李惠利分校
- 維景灣畔
- 城中駅與都會駅
- 公共屋邨善明邨
- 公共屋邨健明邨
- 真道書院中學部，位於翠嶺路與勤學里1號
- 真道書院小學部，位於翠嶺路與嶺光街5號
- 明愛白英奇專業學校位於翠嶺路18號
- 天主教聖安德肋小學位於翠嶺路30號
- 香海正覺蓮社佛教正覺中學位於翠嶺路38號
- 萬鈞匯知中學位於翠嶺路與勤學里2號
- 翠嶺路變電站空中樹林，位於翠善街旁側
- 港鐵調景嶺站
- 翠嶺路迴旋處，鄰近彩明街
- 翠嶺路的路牌
- 翠嶺路與翠嶺里交界
- 翠嶺路與勤學里交界
- 108A路線於翠嶺路為善明邨增設候車處，往尚德邨商場方向
- 108A路線於翠嶺路為善明邨增設候車處，往將軍澳醫院方向

## 交匯道路
- 彩明街
- 翠嶺里
- 景嶺路
- 勤學里
- 澳景路
- 嶺光街
- 翠善街

## 外部連結
- 威信停車場(翠嶺路停車場) （页面存档备份，存于）
- 運輸署-交通通告 （页面存档备份，存于）